# Hnutí pro změnu
Hnutí pro změnu, řecky Κίνημα Αλλαγής, je středolevicová politická aliance v Řecku, kterou vytvořily dvě strany, PASOK a KIDISO. Byla založena v roce 2017. V předčasných parlamentních volbách v roce 2019 získala koalice 8,1 % hlasů a 22 mandátů v Helénském parlamentu a skončila v opozici.

## Volební výsledky

### Parlamentní volby
| Volby       | Voličů  | %     | Mandátů | Pozice          |
| ----------- | ------- | ----- | ------- | --------------- |
| 2019        | 457 519 | 8,1   | 22      | opozice         |
| květen 2023 | 676,166 | 11,46 | 41      | vláda nevznikla |
| červen 2023 | 617,315 | 11,85 | 42      | opozice         |

### Volby do Evropského parlamentu
| Volby | Voličů  | %     | Mandátů | Frakce |
| ----- | ------- | ----- | ------- | ------ |
| 2019  | 436 735 | 7,72  | 2       | S & D  |
| 2024  | 508 399 | 12,79 | 3       | S & D  |